# محمد بن بزرك اميد
محمد بن بزرك اميد (ت. 557 هـ / 1162 م) السيد الثالث لألموت وقائد الجماعة الإسماعيلية النزارية.
خلف والده كيا بزرك اميد في قيادة النزاريين. في عهد محمد بقيت العلاقات النزارية - السلجوقية جامدة وفي هذه الفترة كان النزاريون منشغلين بنزاعات مع جيرانهم المحليين في قزوين والديلم وسيستان. توفي محمد سنة 577 هـ ودفن إلى جانب والده وحسن الصباح قرب ألموت.